# Monaster św. Pantelejmona w Bilinie Wielkiej
Monaster św. Pantelejmona – stauropigialny prawosławny męski klasztor w Bilinie Wielkiej, będący pod jurysdykcją Kościoła Prawosławnego Ukrainy. Namiestnikiem monasteru jest biskup Geroncjusz (Olanśkyj).

## Historia
Prawosławny Monaster św. Pantelejmona został założony 30 maja 2010 r. Założycielem, namiestnikiem monasteru i jego budowniczym jest biskup Geroncjusz (Olanśkyj). Ziemia pod budowę świątyni została przekazana przez radę wsi Bilina Wielka dzięki staraniom sołtysa Myrosława Biłyńskiego-Tarasowycza. Miejsce, w którym znajduje się monaster, zostało wybrane nieprzypadkowo – w średniowieczu na tym terenie znajdował się monaster, o którym pierwsza wzmianka pochodzi z lat 1244–1246. W 1668 r. monaster został przekazany Unii, a w 1812 r. został przez ówczesne władze zlikwidowany. W monasterze znajdowała się cudowna ikona Matki Bożej, której pojawienie się zapisał jeden z mnichów w XIII–XIV wieku. Po zamknięciu monasteru cudowna ikona wraz z inwentarzem została przeniesiona do innego klasztoru, gdzie zniknęła bez śladu.
30 maja 2010 roku, kiedy władyka Mateusz, biskup drohobycko-samborski poświęcił krzyż i miejsce pod budowę monasteru, rozpoczęła się nowa era życia monastycznego w tym miejscu. Od tego czasu odbywają się tu Liturgia i życie monasteru. Monaster ten nosi wezwanie św. Pantelejmona, który był lekarzem i uzdrowicielem, i właśnie leczenie ludzi i modlitwa o ich uzdrowienia jest nadal głównym celem monasteru i jego namiestnika, biskupa Geroncjusza. Największym i głównym fundatorem klasztoru jest Władimir Grigoriewicz Slyvka, a także wielu ludzi, którzy zostali uzdrowieni po modlitwach nad nimi władyki Geroncjusza. W monasterze sprawowane są nabożeństwa przez władykę Geroncjusza i przez 8 księży. Z błogosławieństwem namiestnika monasteru planowana jest budowa dużego ośrodka rehabilitacyjnego na terenie klasztoru.